# Данило Щербина
Дани́ло Щерби́на (? — ?) — український козак та шляхтич, керівник корнинських надвірних козаків.

## Життєпис
Данило Щербина мешкав у містечку Корнин, що належало родині Проскур-Сущанських. Очолював ватагу корнинських надвірних козаків, що захищала замок Проскур від народних невдоволень і гайдамацьких рейдів. Під час Коліївщини у 1768 році гайдамацькі ватаги з'явилися в Корнині під командуванням Івана Бондаренка. В Макарові Данило Щербина по-зрадницьки захопив у полон ватажка гайдамаків, якого згодом стратили у Чорнобилі.
В нагороду за цю послугу дідич Корнина Каєтан Проскура-Сущанський у 1790 році добився на сеймі надання Щербині спадкового шляхетства зі звільненням від усіх обов'язків згідно з законом 1775 року та негайного виділення йому зі скарбниці 9000 злотих для невідкладного придбання земських ґрунтів. Факт нобілітації Щербини був записаний у книзі прав.